# Чхонджин
Чхонджин (кор. 청진시?, 淸津市?) — портовый город на северо-востоке КНДР, административный центр провинции Хамгён-Пукто.

## Название
Название образовано двумя иероглифами: 清 (청) и 津 (진), что дословно переводится как «чистая переправа». Поскольку город был основан в период японского колониального правления, изначально общеупотребительным было японское чтение этих иероглифов — «Сейсин», и только после освобождения Кореи в 1945 году название города начали произносить на корейский манер — «Чхонджин». В то же время, ввиду отсутствия устоявшихся и общепринятых правил транслитерации корейских названий кириллицей, в русскоязычных источниках встречаются также варианты написания «Чхончжин», «Ченгдин» и «Чондин». Последний наиболее часто используется в официальной переписке и документообороте в системе МИД России.

## История

### С начала XX века

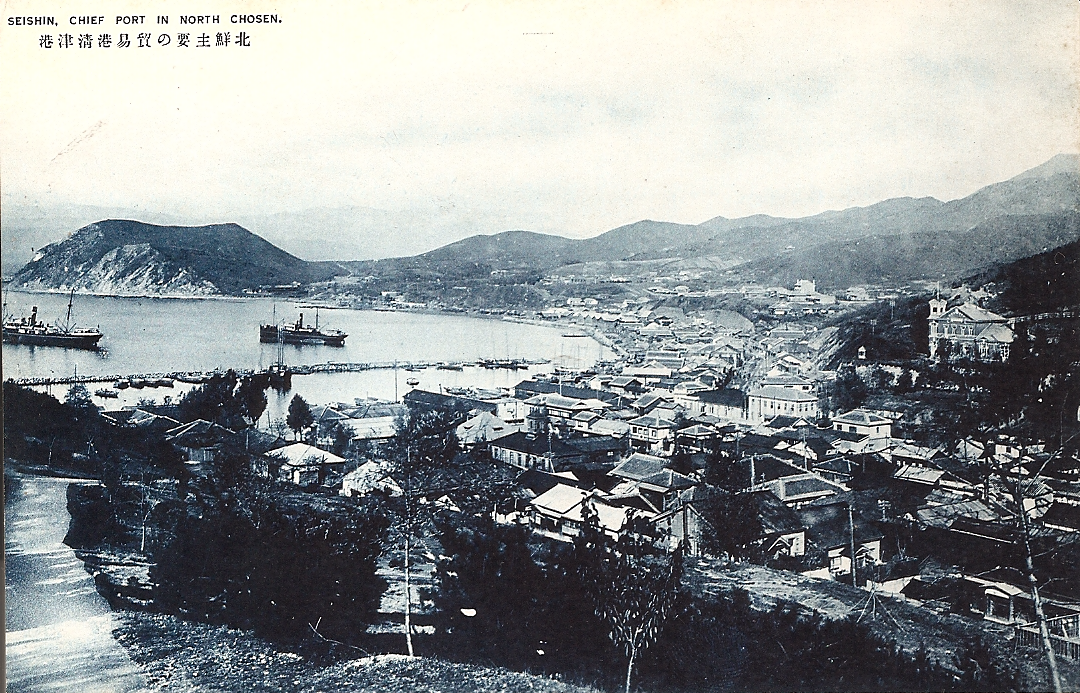
Чхонджин в 1930-х годах

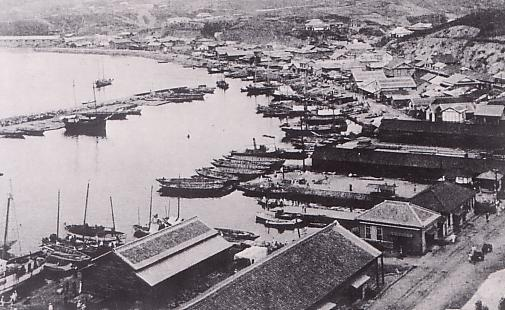
Порт Чхонджина во времена японского правления

До начала XX века на месте Чхонджина находилось небольшое рыбацкое поселение у подножья горы Пурён. В 1904 году во время Русско-японской войны японское командование оценило выгодное географическое положение данной местности и приняло решение создать там пункт материально-технического снабжения своей сухопутной армии, действовавшей против российских войск в Маньчжурии. Население поселка к тому времени насчитывало 100 семей. В 1905 году с целью улучшения снабжения сухопутных сил японцы начали строительство 90-километровой железной дороги до Хверёна, которое было завершено в 1906 году, уже после подписания Портсмутского мира. В 1907 году был построен 17-километровый участок железной дороги до Ранама, где был расквартирован японский гарнизон.
В 1913 году японская колониальная администрация приняла решение выделить часть территории уезда Пурён, создав там район Сейсин (Чхонджин), который в ходе административной реформы 1914 года получил статус города.
После окончания боевых действий порт не утратил своего стратегического значения. Япония, аннексировав Корею, начала активно эксплуатировать природные ресурсы полуострова, а размещение на материке мощной армейской группировки требовало создания и поддержания надежных линий снабжения с метрополией. Эти факторы обусловили необходимость создания в городе мощного транспортного узла. В 1908 году порт был открыт также и для внешней торговли, началась реконструкция причального комплекса, строительство погрузочно-разгрузочных механизмов и необходимых гидротехнических сооружений. В 1928 году было завершено строительство железнодорожной линии Вонсан — Чхонджин, связавшей порт с корейской железнодорожной сетью, а в 1933 году проложена ветка на Чанчунь, сделавшая Чхонджин стратегически важным транспортным узлом.
В 1930-х годах была начата эксплуатация Мусанского железорудного месторождения, что послужило мощным толчком к индустриальному развитию Чходжина: было построено три крупных металлургических завода, ставших основой чёрной металлургии Кореи. В 1940 году при техническом сотрудничестве с фирмой Круппа на металлургических предприятиях была проведена модернизация оборудования, позволившая существенно увеличить выплавку чугуна. Параллельно шло развитие других отраслей промышленности: были построены фабрика искусственного шёлка, маслобойный, рыбоперерабатывающий и рыбоконсервный заводы.
В 1943 году в состав Чхонджина были включены поселок Чхонам из уезда Пурён, а из уезда Кёнсон — поселок Ёнсон и город Ранам, где располагалась провинциальная администрация Хамгён-Пукто и штаб 18-й пехотной дивизии японской армии. В результате Чхонджин стал четвёртым по величине городом Кореи. В 1945 году он вновь был разделен на Ранам и Чхончжин.

### С освобождения от японского господства
В начале августа 1945 года город (тогда назывался Сейсин или Сэйсин, яп. 清津) представлял собой важный опорный пункт, окружённый двумя линиями обороны (180 дотов и дзотов, соединённых ходами сообщения и минные поля), численность гарнизона насчитывала около 4 тыс. солдат и офицеров (и могла быть усилена за счёт прибывающих из окрестностей войск), порт прикрывала береговая артиллерия. В ходе Советско-японской войны 13 августа 1945 года в Сэйсине советскими войсками был высажен морской десант, который более трёх суток вёл бой за контроль над городом. 16 августа 1945 года с подходом 393-й и 335-й стрелковых дивизий японские войска были окончательно вытеснены из города.
16 августа 1945 года после трёхдневных боёв гарнизон города капитулировал перед частями Советской Армии. 19 августа 1945 в Чхонджине был размещён штаб Южного морского оборонительного района Тихоокеанского флота. После вывода советских войск с территории КНДР в декабре 1948 года Правительство СССР по просьбе северокорейского руководства приняло решение ввиду отсутствия у молодого государства полноценного флота создать в Чхонджине военно-морскую базу. Всего в городе базировалось 65 кораблей, включая торпедные катера, противолодочные корабли и другие суда. Когда в ходе Корейской войны возникла угроза захвата войсками ООН территории КНДР, советское правительство 7 октября 1950 года начало эвакуацию в СССР кораблей и персонала ВМБ в Чхонджине.
25 октября 1950 года город был взят войсками ООН, которые находились там до декабря, после чего вынуждены были оставить Чхонджин при контрнаступлении КНА и Китайских народных добровольцев. На более поздних этапах войны Чхонджин, будучи стратегически важным промышленным центром, неоднократно подвергался массированным бомбардировкам со стороны войск ООН. Город также был одной из приоритетных целей для поддерживавшего сухопутные силы союзников с моря Седьмого флота ВМС США, который неоднократно наносил удары по промышленной инфраструктуре. Одна из наиболее разрушительных бомбардировок была предпринята 25 мая 1952 года, участие в ней приняли основные силы флота во главе с флагманом — линкором «Айова», которым, по свидетельствам американских военных, удалось нанести серьёзный ущерб городской промышленности.

### После Корейской войны
Чхонджин, как и многие другие города КНДР, сильно пострадал в ходе Корейской войны. Промышленность была практически полностью разрушена, серьёзный ущерб нанесён городской инфраструктуре, практически вдвое сократилось население. В соответствии с решением ТПК о преимущественном развитии тяжелой индустрии, основное внимание правительства и местных властей было сосредоточено на восстановлении разрушенной промышленности и особенно металлургического завода им. Ким Чака, являвшегося единственным в стране производителем чугуна и кокса. К 1958 году при финансовом и техническом содействии СССР удалось полностью восстановить коксовые батареи и доменные печи завода, пострадавшие в ходе бомбардировок. КНР оказала помощь в восстановлении локомотивного депо. Страны СЭВ также оказали содействие в послевоенном восстановлении города; например, специалисты из Румынии и Чехословакии помогали восстанавливать фармацевтическую фабрику и провинциальный госпиталь.
Польская Народная Республика направила своих специалистов по городскому планированию, которые приняли участие в разработке генерального плана восстановительных работ. В частности, польские эксперты предложили вновь объединить Чхонджин и Ранам, а также возвести в низинных районах города (часть кварталов районов Пхохан и Синам) гидротехнические защитные сооружения, которые препятствовали бы их подтоплению во время паводков. Однако северокорейские инженеры не согласились с этим предложением, сославшись на серьёзную нехватку строительных материалов и рабочей силы на фоне массовых восстановительных работ. В итоге, было принято временное компромиссное решение: не строить в местности, подверженной затоплению, многоквартирных домов, оставив их под частный сектор, который располагается там и сейчас
В октябре 1960 года в состав города был включён уезд Кёнсон и город Ранам, а сам Чхонджин выделен из провинции Хамгён-Пукто, став городом центрального подчинения. В октябре 1967 года он вновь стал административным центром Хамгён-Пукто.
В 1977 году Чхонджину, в состав которого был также включен уезд Мусан, был возвращён статус города центрального подчинения, однако в 1985 уезды Пурён, Кёнсон и Мусан были отделены от Чхонджина, а сам город вновь вошёл в состав провинции Хамгён-Пукто, столицей которой он остается и по сей день.

## География

### Климат
- Среднегодовая температура воздуха — 8,4 °C
- Относительная влажность воздуха — 69,5 %
- Средняя скорость ветра — 1,2 м/с

| Среднесуточная температура воздуха в Чхонджине по данным NASA | Среднесуточная температура воздуха в Чхонджине по данным NASA | Среднесуточная температура воздуха в Чхонджине по данным NASA | Среднесуточная температура воздуха в Чхонджине по данным NASA | Среднесуточная температура воздуха в Чхонджине по данным NASA | Среднесуточная температура воздуха в Чхонджине по данным NASA | Среднесуточная температура воздуха в Чхонджине по данным NASA | Среднесуточная температура воздуха в Чхонджине по данным NASA | Среднесуточная температура воздуха в Чхонджине по данным NASA | Среднесуточная температура воздуха в Чхонджине по данным NASA | Среднесуточная температура воздуха в Чхонджине по данным NASA | Среднесуточная температура воздуха в Чхонджине по данным NASA | Среднесуточная температура воздуха в Чхонджине по данным NASA |
| Янв                                                           | Фев                                                           | Мар                                                           | Апр                                                           | Май                                                           | Июн                                                           | Июл                                                           | Авг                                                           | Сен                                                           | Окт                                                           | Ноя                                                           | Дек                                                           | Год                                                           |
| −5,4 °C                                                       | −3,4 °C                                                       | 1,3 °C                                                        | 7,3 °C                                                        | 11,8 °C                                                       | 16,0 °C                                                       | 20,0 °C                                                       | 21,7 °C                                                       | 17,7 °C                                                       | 11,4 °C                                                       | 3,5 °C                                                        | −2,5 °C                                                       | 8,4 °C                                                        |
| ------------------------------------------------------------- | ------------------------------------------------------------- | ------------------------------------------------------------- | ------------------------------------------------------------- | ------------------------------------------------------------- | ------------------------------------------------------------- | ------------------------------------------------------------- | ------------------------------------------------------------- | ------------------------------------------------------------- | ------------------------------------------------------------- | ------------------------------------------------------------- | ------------------------------------------------------------- | ------------------------------------------------------------- |

## Административное деление
Чхонджин разделён на 7 районов (구역), в состав которых входят 82 городских квартала (동), 16 деревень (리) и один рабочий посёлок (로동자구)
Районы Чхонджина
- Синам (신암구역)
- Пхохан (포항구역)
- Чхонам (청암구역)
- Сунам (수남구역)
- Сонпхён (송평구역)
- Ранам (라남구역)
- Пуюн (부윤구역)

## Экономика
В 1985 году численность населения составляла 500 тыс. человек, город являлся важным промышленным центром: здесь действовали предприятия чёрной металлургии, машиностроения, текстильной, химической и пищевой промышленности.

## Транспорт
Незамерзающий морской порт и важный транспортный узел.
Действует трамвайная линия. Также работает троллейбусная система, состоящая из двух не связанных между собой линий.

## Памятники
«Монумент Освобождения» — мемориал советским воинам, погибшим при освобождении Кореи от японской оккупации.

## Консульства
Консульские учреждения иностранных государств, расположенные в Чхонджине:
- Генеральные консульства
  1.  Россия[15] (с 1980 года)
  2.  Китай (c 1987 года)